# 国政選挙電子投票法案
国政選挙電子投票法案（こくせいせんきょでんしとうぎょうほうあん）とは日本の国政選挙（衆議院議員選挙・参議院議員選挙）及び最高裁判所裁判官国民審査について地方公共団体において電子投票を可能とする法律案。

## 概要
地方選挙電子投票特例法に基づいて電子投票条例を制定している地方公共団体が希望すれば、国政選挙や最高裁裁判官国民審査でも電子投票を実施できる内容となっている。
自民党と公明党による議員立法として提出され、2007年12月11日に衆議院本会議で共産を除く自民、公明、民主、社民の各党等の賛成で可決された。その後、2008年1月に参議院で継続審議になった後で、民主党の修正案を自民党と公明党が受け入れる形で国会での法案成立も視野に入っていたが、その後で参議院自民党から「機器の信頼性」や「非拘束名簿式の参議院比例区では大量の候補者が立候補される中で電子投票では候補者選択の作業が複雑化して名前を選びにくい」という懸念から法案成立に異論が噴出したため、廃案となった。